# Panaxia tkatshukovi
Panaxia tkatshukovi är en fjärilsart som beskrevs av Leo Andrejewitsch Sheljuzhko 1935. Panaxia tkatshukovi ingår i släktet Panaxia och familjen björnspinnare. Inga underarter finns listade i Catalogue of Life.